# Phenacorhamdia nigrolineata
Phenacorhamdia nigrolineata är en fiskart som beskrevs av Zarske, 1998. Phenacorhamdia nigrolineata ingår i släktet Phenacorhamdia och familjen Heptapteridae. Inga underarter finns listade i Catalogue of Life.